# Frederik Willem Fennekol
Frederik Willem Fennekol (Elmina, ca. 1762 – Noordwijk, 23 januari 1837) was een Nederlands schrijver en politicus.

## Biografie
De vader van Frederik Willem Fennekol was de uit Hamburg afkomstige Johann Christiaan Fennekol. Hij diende in de jaren 1760 als ambtenaar van de West-Indische Compagnie in de Nederlandse Goudkust. Hij was niet getrouwd, maar had wel een relatie met de Afrikaanse vrouw Eviba Maij met wie hij vier kinderen kreeg, waaronder Frederik Willem. Zijn vader stuurde hem al op jonge leeftijd naar Nederland in 1768 werd hij gedoopt in de Amstelkerk.
Fennekol werd op 1 oktober 1784 ingeschreven als kandidaat in de rechtsgeleerdheid aan de Universiteit van Harderwijk en vier jaar later promoveerde hij aan de Universiteit Leiden. Na de Bataafse Revolutie nam hij een voorname plaats in bij de democratische partij en werd Fennekol verkozen tot lid van het Oost-Indisch Comité. Deze commissie was belast met het afwikkelen van de zaken rondom de VOC. Hij vormde samen met onder meer Samuel Wiselius en Wijbo Fijnje het provisionele bestuur van Holland. In de jaren die volgden bleef Fennekol bezig met Oostindische zaken, maar hij maakte geen deel uit van de Aziatische Raad die in 1801 werd gevormd. Hij verkreeg wel een post als ontvanger, maar legde deze in 1806 neer omdat hij niet onder koning Lodewijk Napoleon wilde dienen. Samen met onder andere Alexander Gogel vormde Fennekol het bestuur van de Amsterdamse Sociëteit voor Eenheid en Ondeelbaarheid.
Tijdens de Omwenteling van 1813 zag Fennekol een mogelijkheid tot herstel van de Bataafse Republiek, want de benoeming van de Prins van Oranje tot soeverein zou haaks staan op de neutrale houding die het nieuwe Nederland volgens hem in de internationale politiek moest aannemen. Fennekol zag dan ook in Rutger Jan Schimmelpenninck als de ideale president. Met de terugkeer van de Oranjes vreesde Fennekol dat de oude partijstrijd van de periode 1787-1795 weer terug zou keren. Mede door het optreden van onder andere Gijsbert Karel van Hogendorp zou dit angstbeeld niet uitkomen.
Na de Omwenteling kreeg Fennekol een positie als archivaris bij het Ministerie van Koloniën. Toen Anton Reinhard Falck in 1817 tot minister van dit departement werd benoemd werd hij ontslagen om twee jaar later te worden benoemd bij het Ministerie van Justitie. Met de hulp van zijn vriend Hendrik Willem Tydeman publiceerde Fennekol in 1801 zijn boek Proeve over de kust van Guinea.